# Bisell
El bisell, en música, és un sistema de producció de so en un grup d'aeròfons, consistent en una aresta esmolada que es troba a l'embocadura de l'instrument, a l'inici del tub sonor. La seva funció és tallar el flux d'aire que hi insufla l'instrumentista. D'aquesta manera, aquest entra en vibració. Una part de l'aire queda desviat cap a l'exterior del tub i una altra, menor, entra al tub i produeix el so resultant.

Secció longitudinal de l'embocadura d'una flauta de bec. La C senyala el bisell.

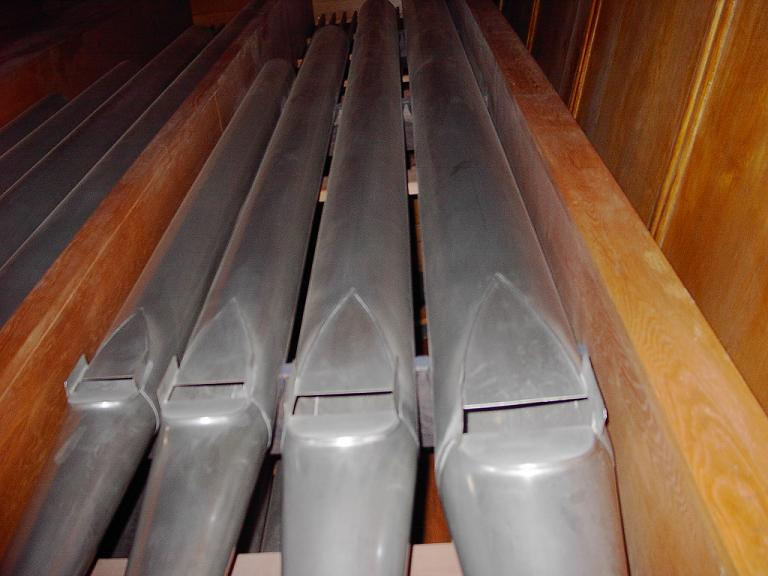
Tubs d'orgue de bisell

La forma i la posició del bisell respecte al flux d'aire determina el timbre de l'instrument en la mesura en què neutralitza o no determinats harmònics.
En general, tots els instruments de vent que disposen de bisell (s'anomenen sovint instruments de bisell) es consideren flautes. Totes les flautes tenen una embocadura de bisell. Així i tot, segons la posició i factura del bisell respecte a l'instrument, i a la configuració general d'aquest es determinen tres grans grups d'instruments de bisell:
- Flautes de pan: un o -més generalment- diversos tubs es posen en posició vertical i es bufen de manera que el mateix extrem del tub, convenientment esmolat, fa de bisell.
- Flauta travessera: el bisell es troba a la vora d'un forat practicat sobre l'eix longitudinal del tub. L'instrumentista bufa en direcció a aquesta aresta.
- Flautes de bec: el bisell està tallat en una obertura lateral (frontal, segons la manera com es toca l'instrument en la majoria de casos) anomenada finestra, i un conducte a l'inici del tub porta l'aire directament al bisell. Alguns tubs d'orgue també utilitzen aquest sistema.

En el sistema de Hornbostel-Sachs els instruments de bisell tenen la classificació 421.

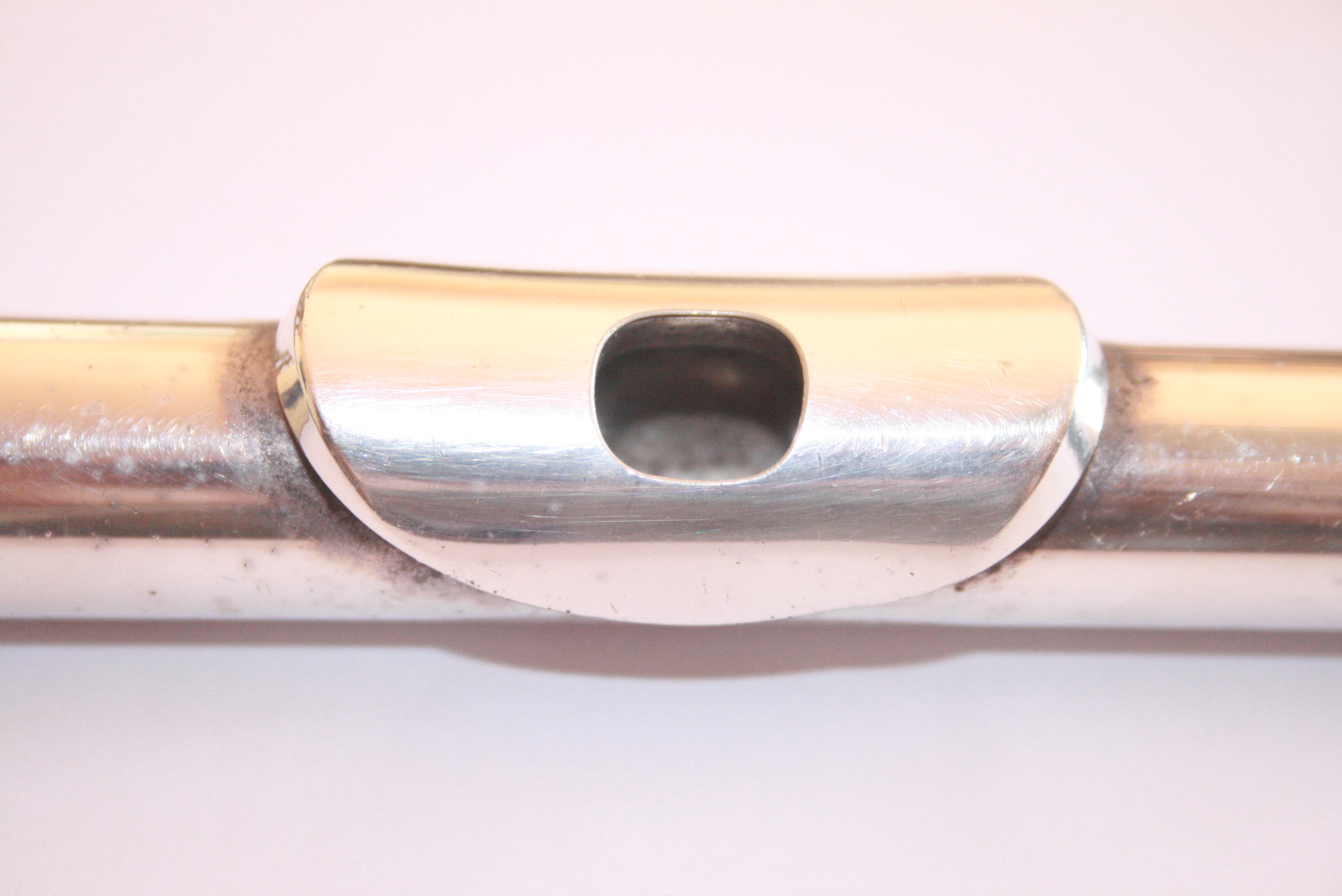
Detall del bisell a l'embocadura d'una flauta travessera
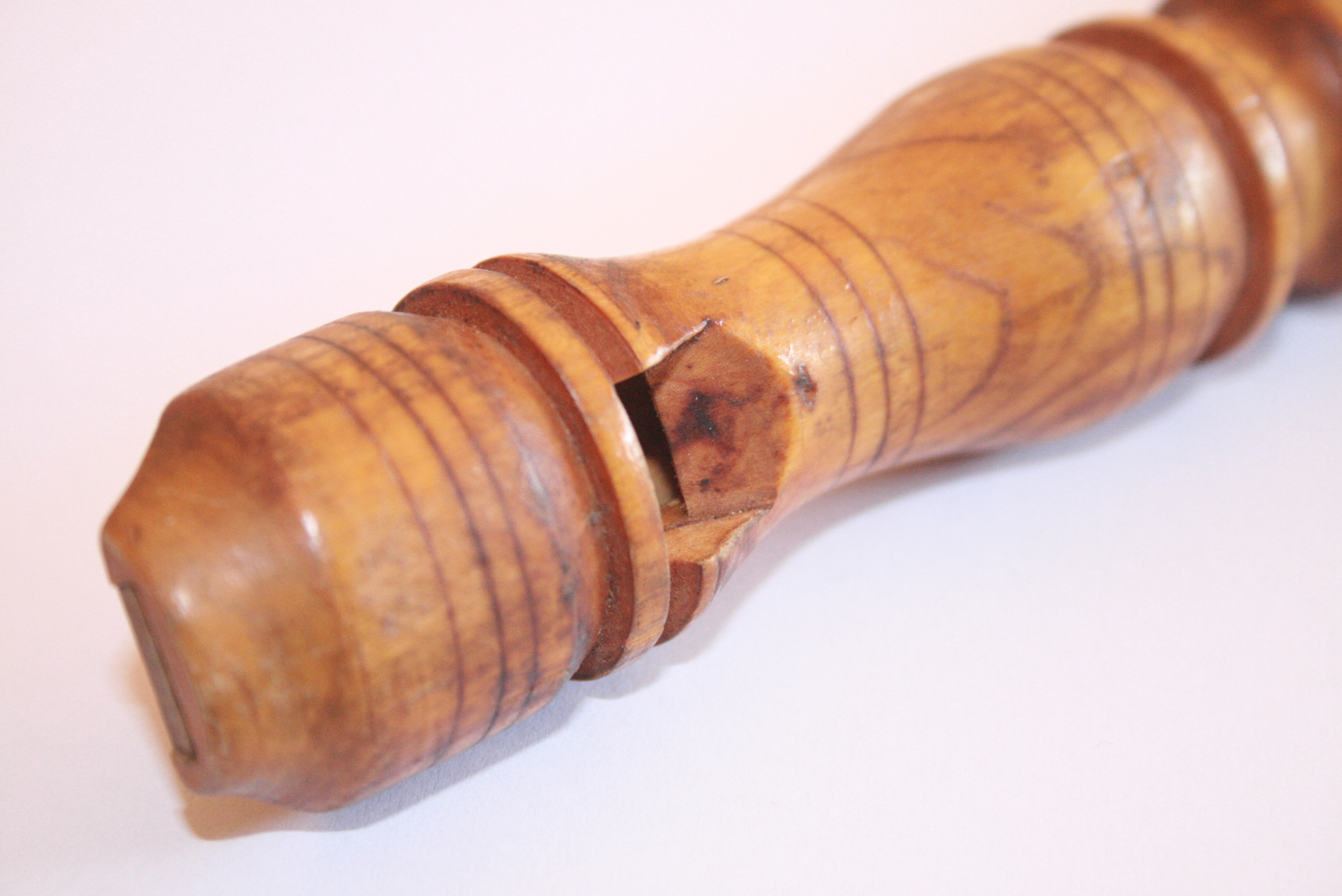
Detall de l'embocadura d'una flauta tradicional de la Maragatería. El bisell és situat a la finestra
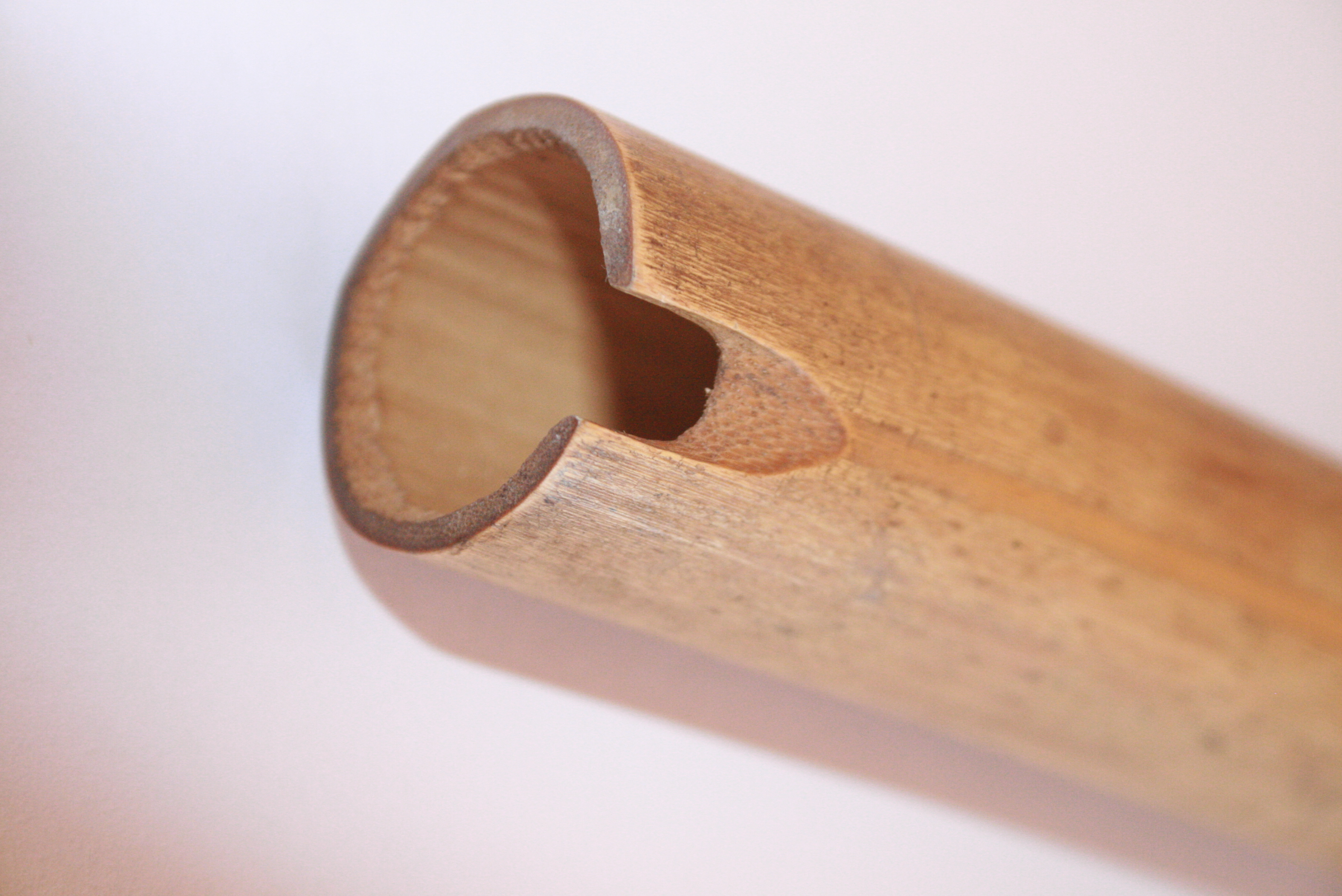
Detall del bisell d'una quena
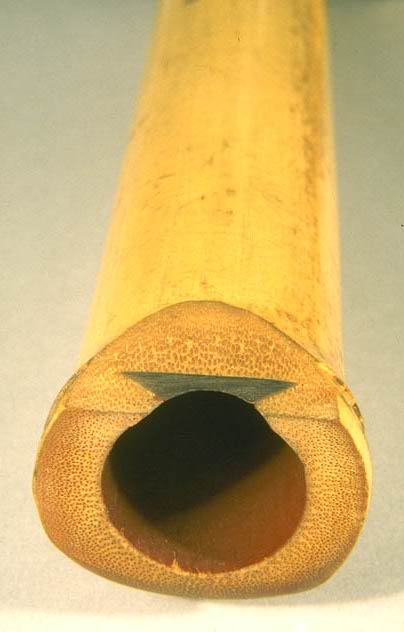
Detall del bisell d'un shakuhachi